# 阿瑪萊特AR-30狙擊步槍
阿瑪萊特AR-30（英語：Armalite AR-30）是一款由美国槍械製造商阿瑪萊特研製及生產的旋转后拉式枪机式狙擊步槍，於2000年SHOT Show上由阿瑪萊特以其試圖展示自身的一部分狙擊步槍之姿首次公開展出，可說是阿瑪萊特AR-50的小口徑（或稱標準口徑）版本，可發射7.62×51毫米北約／.308 Winchester口徑、.300溫徹斯特麥格農（.300 Win Mag，7.62×67毫米）和.338拉普麥格農（.338 Lapua Mag，8.6×70毫米或8.58×70毫米）口徑步枪子彈。

## 概述
AR-30狙擊步槍於2000年推出，具有5發可拆卸式彈匣。該槍的空槍重量為12鎊，全長度為48英寸，並且裝上一根長度26英寸、膛線6條、膛線纏距為1：10扭曲英寸的铬钼合金製自由浮動式槍管（鉻鉬槍管與不銹鋼槍管相比，有更好的抗喉嚨侵蝕能力，因而有更長的精度壽命）。機匣是阿瑪萊特的獨特的修改型八边形設計，並且鑽孔和開槽以配備瞄準鏡導軌。槍機上具有兩個前端式鎖耳。裝有Schilen標準型一道火扳機，扣力大約5磅。槍口制退器是7.62×51毫米北約／.308 Winchester和.300 Winchester Magnum型號的可選附件；而在.338 Lapua Magnum型號上則是標準附件。軍用標準的瞄準鏡導軌藉由凸台與機匣頂部的横向凹槽接合。槍托分為三個部分：擠壓的前托、機械加工的握把框架與裝上的垂直握把，以及鍛造和機械加工而成的可拆卸式槍托。專為大型口徑而內建的槍托底板（英語：Buttplate）可作垂直調節。
AR-30的缺點是以現在眼光而言，外形過於簡陋和戰術擴展性能較差。因此阿瑪萊特宣布推出AR-30A1以後，AR-30隨即被其取代。

## 衍生型

### AR-30A1
2012年11月，阿瑪萊特宣布推出AR-30A1。AR-30A1是針對原來的AR-30的缺點完全重新設計的升級版本，在導軌系統、保險、拉機柄、槍托、制退器、人體工程學等多處進行了改進，而且只有一少部份部件可與原來的AR-30共用。新型A1型號具有兩種口徑可供選擇：.300 Winchester Magnum和.338 Lapua Magnum。兩種口徑都可以使用“標準”型固定版本槍托、“瞄準”型拇指孔滑輪調整型版本槍托、增強型瞄準具和附件導軌。AR-30A1取代了AR-30在阿瑪萊特的產品陣容。

### AR-31
2013年10月，在體育用品博覽會批發商全國協會上，阿瑪萊特宣布推出AR-31。AR-31是以使用長槍機的AR-30A1為基礎的短槍機步槍。該步槍最初始發射7.62×51 NATO／.308 Winchester步枪子彈，也可使用阿瑪萊特公司生產的AR-10B型的5、10、20、25發全金属雙排彈匣供彈。因為彈匣的改變，AR-31的彈匣卡筍也由機匣左側改為機匣右側，設在彈匣插座後方，以便使用者扣扳機的手指前伸以方便的按壓彈匣卡榫。

## 資料來源
1. 1 2 3 4  . ArmaLite, Incorporated. 22 January 2000  [31 December 2012]. （原始内容存档于2001-06-03）.
2. 1 2 3 4  . ArmaLite, Incorporated.   [31 December 2012]. （原始内容存档于2012-12-30）.
3. ↑  . Predator Intelligence, Inc.   [31 December 2012]. （原始内容存档于2015-07-05）.
4. ↑  . Ammoland.com.   [14 April 2013]. （原始内容存档于2019-09-21）.

## 外部連結
- （英文）—Official Page—
  - AR-30A1
  - AR-31
- （英文）—Impact Guns—
  - Armalite AR30A1 300 Win Mag 26in Barrel Fixed Stock （页面存档备份，存于）
  - ArmaLite AR-31 Target Rifle Bolt 308 Win/7.62 18" MB 25+1 Adj Stk Blk （页面存档备份，存于）
  - Armalite AR-31 Target Rifle Bolt .308 Win/7.62 NATO, 24" Barrel, Black Adustable Stock （页面存档备份，存于）
- （英文）—Modern Firearms—Armalite AR-50 （页面存档备份，存于）
- （英文）—The Firearm Blog.com—
  - Armalite AR-30 coming in .270 Win., 30-06, 7mm Rem. Mag and .338 Win. Mag. （页面存档备份，存于）
  - ArmaLite introduces the new AR-30A1 （页面存档备份，存于）
- （英文）—Shootingtimes.com—
  - Great New Guns & Gear for 2006 （页面存档备份，存于）
  - ArmaLite AR30 Bolt-Action Rifle （页面存档备份，存于）
  - 2006 Editor’s Roundtable, Day Four: Kimber, Black Hills, Leupold, ArmaLite, Armor Holdings （页面存档备份，存于）
- （英文）—Tactical-Life.com—
  - ARMALITE AR-30 .338 LAPUA MAG （页面存档备份，存于）
  - ARMALITE AR-30A1 .338 LM (Video) （页面存档备份，存于）
  - SNEAK PEEK: ARMALITE AR-30A1 .308 （页面存档备份，存于）
  - ARMALITE AR-30A1 （页面存档备份，存于）
  - Preview: ArmaLite AR-31 .308 （页面存档备份，存于）
  - ArmaLite AR-31 .308 | Gun Review （页面存档备份，存于）
  - Gun Review: ArmaLite AR-30A1 in .338 Lapua Magnum （页面存档备份，存于）
- （简体中文）—D Boy Gun World（槍炮世界）—阿玛莱特AR-30 （页面存档备份，存于）